# Papežská univerzita Urbaniana

Znak PUU

Papežská univerzita Urbaniana byla založena roku 1627. Tehdy papež Urban VIII. bulou s názvem Immortalis Dei Filius (latinsky) založil Papežské Ateneum Propaganda fide s teologickou a filozofickou fakultou. Papež Jan XXIII. listem Motu proprio Fidei Propagandae z 1. října 1962 udělil Ateneu titul Papežská univerzita.
Sídlí na vršku Janikulu v Římě a má teologickou, filozofickou, misiologickou a právnickou fakultu. Univerzita má výrazně misiologický charakter, studují na ní zejména misionáři a duchovní pocházející z misijních zemí. Počet studentů je přibližně 1400.
Univerzita podléhá Kongregaci pro evangelizaci národů, jejíž prefekt je z titulu své funkce kancléřem univerzity. V současnosti (2020) jím je kardinál Luis Antonio Tagle.